# Ilka Pedersen
Ilka Pedersen (* 25. August 1990 in Duisburg) ist eine deutsche Fußballspielerin, die zuletzt bei der SG Essen-Schönebeck unter Vertrag stand.

## Karriere
Ilka Pedersen begann mit dem Fußball spielen beim TuS Asterlagen. Im Jahre 2000 wechselte sie zum FCR 2001 Duisburg. Ihr erstes Bundesligaspiel bestritt sie am 7. Oktober 2007 beim 2:0-Auswärtssieg gegen die TSV Crailsheim. Mit Duisburg gewann sie zweimal den DFB-Pokal und einmal den UEFA Women’s Cup. Im Sommer 2010 wechselte Pedersen zur SG Essen-Schönebeck. Im Mai 2011 wurde Pedersens Schwangerschaft bekannt. Seitdem ist sie inaktiv.
Für Ilka Pedersen platzte der Traum von der Teilnahme an der Europameisterschaft der U-19-Frauen vorzeitig. Im vorletzten Qualifikationsspiel gegen Gastgeber Rumänien musste die Mittelfeldspielerin in der siebten Minute mit einem Riss im vorderen Kreuzband ausgewechselt werden, der sie für mindestens fünf Monate außer Gefecht setzte.

## Größte Erfolge
- DFB-Pokal-Siegerin 2009 und 2010
- UEFA-Women’s-Cup-Siegerin 2009
- 2007 deutsche B-Juniorinnen-Meisterschaft